# Великая Андрусовка
Вели́кая Андру́совка (укр. Велика Андрусівка) — село, центр Великоандрусовской сельской общины Александрийского района Кировоградской области Украины.
Население по переписи составляло 1600 человек. Почтовый индекс — 27520. Телефонный код — 5236. Код КОАТУУ — 3525280501.
До 2020 года входило в Светловодский район
Близ села расположен археологический памятник Чернолесской культуры Тясминское городище.

## Известные уроженцы
- Дикий, Антон Васильевич — писатель, поэт, драматург.
- Дикий, Михаил Прокофьевич — Герой Советского Союза.